# Allan Mitchell
Allan Mitchell (* 28. März 1933 in Pittsburgh; † 30. Oktober 2016) war ein amerikanischer Historiker und Hochschullehrer.

Allan Mitchell war schottischer Herkunft. Er studierte 1954/55 an der Universität Freiburg bei Gerhard Ritter. In den 1950er Jahren tourte er mit einem Motorroller durch Italien und Frankreich. Die dort gemachten Erfahrungen des noch kriegszerstörten Europas prägten ihn sehr. In Paris verbrachte er ein Studienjahr (1958/59). Während des Studienaufenthaltes in Paris wurde er von Alfred Grosser zu dem Thema seiner Dissertation angeregt. Den Master erwarb er an der Duke University und einen weiteren Master am Middlebury College. Er beendete seine Dissertation in Harvard über die bayerische Räterepublik. In Harvard wurde er besonders von William L. Langer geprägt. Nach der Promotion lehrte er von 1961 bis 1972 am Smith College. Von 1973 bis 1994 lehrte er als Professor für Geschichte an der University of California, San Diego. Mit 61 Jahren ging Mitchell vorzeitig in den Ruhestand und begab sich zu seinen beiden Töchtern und deren Familien nach Boulder, Colorado. Mitchell gehörte zum Herausgebergremium der Zeitschriften Central European History und American Historical Review.
Im Jahr 1971 legte er eine Darstellung zu Otto von Bismarck vor. In dieser Studie arbeitete er die Zentralität Frankreichs in Bismarcks außenpolitischem Denken heraus. In den Jahren 1979, 1984 und 1991 veröffentlichte er eine Trilogie zum deutschen Einfluss auf Frankreichs Dritte Republik in den Jahren von 1871 bis zum Ersten Weltkrieg. Sein bedeutsamstes Werk über die Eisenbahnpolitik und die Eisenbahnnetze in Deutschland und Frankreich ging aus zehnjähriger Quellenforschung hervor und wurde 2000 veröffentlicht. Seine langjährigen Forschungen zur Vergleichs- und Beziehungsgeschichte Frankreichs und Deutschlands veröffentlichte er 2006. Im Jahr 2008 erschien von ihm eine Geschichte der deutschen Besetzung Frankreichs von 1940 bis 1944. Bei der deutschen Besatzung hob er eine Mischung zwischen Unterwerfungspolitik und engster Kooperation hervor. Dieses Verhalten unterschied sich grundlegend von dem in den unterworfenen osteuropäischen Ländern. In seiner 2011 veröffentlichten Darstellung Fleeing Nazi Germany. Five Historians Migrate to America befasste er sich mit Felix Gilbert, Werner Angress, Klemens von Klemperer, Peter Gay und Fritz Stern. Alle Historiker waren ihm persönlich bekannt und flohen vor dem NS-Regime in den 1930er Jahren in die Vereinigten Staaten. Recherchen im Deutschen Literaturarchiv Marbach mündeten in zwei knappe biografische Studien über Ernst Jünger (2011) und Carl Zuckmayer (2016). Im Jahr 2011 erschien seine Autobiografie Witnessing Postwar Europe.

## Schriften (Auswahl)
Monografien
- Revolution in Bavaria 1918–1919. The Eisner Regime and the Soviet Republic. University Press, Princeton, 1965.
  - deutsche Übersetzung: Revolution in Bayern 1918/1919. Die Eisner-Regierung und die Räterepublik. Beck, München 1967.
- The great train race. Railways and the Franco-German rivalry, 1815–1914. Berghahn Books, New York 2000, ISBN 1-571-81166-4.
- A stranger in Paris. Germany’s role in republican France, 1870–1940. Berghahn Books, New York 2006, ISBN 1-84545-125-2.
- Nazi Paris. The history of an occupation, 1940–1944. Berghahn Books, New York 2008, ISBN 1-84545-451-0.